# Kahoot!
Kahoot! é uma plataforma de aprendizado baseada em jogos, usada como tecnologia educacional em escolas e outras instituições de ensino. Seus jogos de aprendizado, "Kahoots", são testes de múltipla escolha que permitem a geração de usuários e podem ser acessados por meio de um navegador da Web ou do aplicativo Kahoot.
É geralmente utilizado como recurso didático em escolas para revisar o conhecimento dos alunos, para avaliação formativa ou como uma pausa das atividades tradicionais da sala de aula.

## Visão global
O Kahoot! foi projetado para aprendizado social, com alunos reunidos em torno de uma tela comum, como um quadro interativo, projetor ou monitor de computador. O site também pode ser usado por meio de ferramentas de compartilhamento de tela como o Skype ou o Google Hangouts. O design do jogo é tal que os jogadores precisam procurar com frequência a partir de seus dispositivos. A jogabilidade é simples: todos os jogadores se conectam usando um PIN do jogo gerado mostrado na tela comum e usam um dispositivo para responder a perguntas criadas por um professor, líder de negócios ou outra pessoa. Essas perguntas podem ser alteradas para atribuir pontos. Os pontos aparecem na tabela de classificação após cada pergunta.
Kahoot! agora implementou 'Jumble'. As perguntas confusas desafiam os jogadores a colocar as respostas na ordem correta, em vez de selecionar uma única resposta correta. Ele oferece uma nova experiência que incentiva ainda mais o foco dos jogadores.
Kahoot! pode ser reproduzido por diferentes navegadores da web e dispositivos móveis por meio de sua interface da web.
Em setembro de 2017, Kahoot! lançou um aplicativo móvel para trabalhos de casa.

## História e desenvolvimento
A Kahoot! foi fundada por Johan Brand, Jamie Brooker e Morten Versvik em um projeto conjunto com a Universidade Norueguesa de Ciência e Tecnologia. Eles se uniram ao professor Alf Inge Wang e mais tarde juntaram-se ao empresário norueguês Åsmund Furuseth.
O Kahoot! foi lançado em uma versão beta privada no SXSWedu em março de 2013 e a versão beta foi lançada ao público em setembro de 2013.
A partir de 2017, Kahoot! levantou 26,5 milhões de dólares em financiamento da Northzone, Creandum e Microsoft Ventures. Em março do mesmo ano, atingiu um bilhão de participantes cumulativos e, no mês de maio, foi relatado que a empresa tinha 50 milhões de usuários únicos ativos mensais.
Em dezembro de 2018, a Disney investe quinze milhões de dólares e adquire 4% das ações da Kahoot!.

## Pesquisa e protótipos
O conceito de jogo usado no Kahoot! começou como uma ideia do professor Alf Inge Wang no Departamento de Ciência da Computação da Universidade Norueguesa de Ciência e Tecnologia em 2006, que resultou em vários protótipos que foram desenvolvidos e testados em experimentos conduzidos em colaboração com estudantes de mestrado. A ideia era transformar a sala de aula em um salão de jogos, usando a infraestrutura de uma sala de aula, onde o professor atuava como anfitrião do salão de jogos e os alunos eram candidatos usando seus próprios dispositivos móveis. O protótipo inicial foi nomeado Lecture Quiz. O Lecture Quiz 1.0 foi desenvolvido em 2006 antes da disponibilização de smartphones reais (o primeiro iPhone foi lançado em 29 de junho de 2007). O servidor foi implementado em Java e MySQL integrado com um servidor Web Apache, o cliente professor foi implementado como um aplicativo Java em combinação com o Open GL para gráficos, enquanto os clientes estudantes foram implementados no Java 2 Micro Edition, o que possibilitou a execução o cliente em telefones celulares e laptops. Aqueles estudantes que jogavam o jogo usando seus próprios laptops podiam usar o Wi-Fi disponível na universidade, enquanto aqueles que jogavam usando telefones celulares tinham que usar 3G na rede da adega. A última era uma desvantagem, pois os estudantes precisavam pagar do próprio bolso para jogar o Lecture Quiz, uma vez que os provedores de telecomunicações da época eram cobrados por megabyte transferido. O primeiro experimento com o Lecture Quiz foi realizado em uma sala de aula com vinte alunos da Universidade Norueguesa de Ciência e Tecnologia, onde o foco estava na usabilidade e utilidade. Os resultados do experimento mostraram que o Lecture Quiz era relativamente fácil de usar, contribuía para o aumento da aprendizagem, era divertido e aumentava a motivação para assistir a mais palestras. De 2006 a 2011, foram desenvolvidas quatro versões do Lecture Quiz, onde as principais alterações foram relacionadas à melhoria da usabilidade, facilitando a criação de questionários e o uso de novas tecnologias para implementação.
O Lecture Quiz 2.0 foi o primeiro protótipo em que os professores e os alunos tinham interfaces da web. Um experimento testando o protótipo 2.0 mostrou que a usabilidade havia sido aprimorada tanto para o professor quanto para os alunos, e que o conceito aumentava a motivação, o envolvimento, a concentração e a aprendizagem percebida dos alunos. A última versão do Lecture Quiz foi a versão 3.0, com uma interface de usuário significativamente aprimorada implementada usando HTML5 e CSS3, avatares e vários modos de jogo/equipe. O Lecture Quiz 3.0 foi testado internamente na universidade e externamente em várias escolas, como em Skaun Ungdomsskole, onde os alunos se alegraram por terem feito um teste em ciências sociais.
Desde o lançamento de Kahoot! em 2013, a comunidade de pesquisa realizou muitas experiências relacionadas aos efeitos do uso da plataforma de aprendizagem baseada em jogos nas salas de aula. Um quase experimento realizado na Universidade Norueguesa de Ciência e Tecnologia com a participação de 252 estudantes investigou o efeito de desgaste do Kahoot! comparando a percepção dos alunos sobre o sistema depois de jogar uma vez versus jogar com frequência durante cinco meses. Os resultados não mostraram reduções estatisticamente significativas no envolvimento, motivação, concentração ou aprendizado percebido dos alunos ao longo do tempo, mas houve uma mudança significativa na dinâmica da sala de aula (menos comunicação entre os jogadores após cinco meses). A conclusão foi que Kahoot! consiga aumentar o engajamento, a motivação, a concentração e o aprendizado dos alunos depois de usá-los repetidamente por cinco meses. O fator principal para manter a atenção dos alunos após o uso repetido intenso foi a natureza competitiva do Kahoot!.
Há também pesquisas que investigam como o Kahoot! executar em comparação com outras ferramentas e plataformas. Em um quase experimento com 384 estudantes da Universidade Norueguesa de Ciência e Tecnologia, Kahoot! foi comparado ao uso de um questionário em papel e a um sistema de votação simples chamado Clicker. Os resultados mostram uma melhora estatisticamente significativa na motivação, engajamento, diversão e concentração para a abordagem gamificada (Kahoot!) Em comparação com as duas outras. No entanto, os resultados não mostraram diferenças significativas no resultado da aprendizagem.
Outro quase-experimento na Universidade Norueguesa de Ciência e Tecnologia, da qual participaram 593 estudantes, investigou como o uso de pontos e áudio em Kahoot! afeta a concentração, engajamento, diversão, aprendizado, motivação e dinâmica da sala de aula. Os resultados revelam que existem algumas diferenças significativas se o áudio e os pontos são usados nas áreas de concentração, engajamento, diversão e motivação. O pior resultado foi no caso em que o áudio e os pontos foram desligados. A descoberta mais surpreendente foi como a dinâmica da sala de aula foi afetada positivamente pelo uso do áudio.
De acordo com pesquisas de dois estudantes da Universidade Norueguesa de Ciência e Tecnologia, a latência da rede no acesso ao site influencia muito a qualidade da experiência da plataforma, em estudos longitudinais e transversais, com um tamanho de amostra N = 21.  Verificou-se que cerca de 70% do tamanho da amostra diz respeito ao Kahoot! como tendo resultados positivos em todos os níveis de atraso, enquanto um número variável de alunos (entre 10 e 20%) informa que a plataforma consome muito tempo, formando uma relação direta com a duração do atraso.